# Elftor
 (février 2016).
- Si vous ne connaissez pas le sujet, laissez ce bandeau (vous pouvez alors contacter les auteurs).
- Si vous supprimez le contenu mis en cause (vous pouvez préalablement contacter les auteurs),

argumentez précisément cette suppression dans la page de discussion
(un manque de référence n'est pas un argument ; une recherche réelle de référence doit avoir été effectuée, être formellement documentée).
Elftor est un webcomic contant « les aventures d'un elfe orange un peu allumé qui aime boire et tuer des gens » avec humour noir, sarcasme et une logique sans pareil.
Elftor est également le personnage principal de ce webcomic ; il apprécie les armes (il tue de nombreuses personnes durant ces comics), l'alcool, la débauche ainsi que les drogues. Par contre, Elftor n'aime pas les républicains.

## Elfland
Elftor habite le pays imaginaire Elfland.
La capitale était Elftown jusqu'à sa colonisation par Israël (Cf. planche 166: Les Nouveaux Voisins d'Elftor ), depuis sa nouvelle capitale est Stinkburg. 
En réalité, Elfland représente l'État américain du Vermont, les voyages d'Elftor et de Fromagetor les amènent à se déplacer dans de nombreux pays ou États différents :
- l'endroit le plus fun du monde : Baltimore
- le second endroit le plus fun du monde : le Delaware.
- au paradis
- etc.

## Personnages
Fromagetor est le compagnon d'aventure et de débauche de Elftor. C'est un morceau de fromage suisse qui parle.
Elftor a également un frère nommé Elfbert et une copine (une elfe habillée tout en rose) qu'il trompe souvent qui apparaissent de temps en temps sur les planches.
De nombreux invités surprises viennent également égayer ce webcomic : Allah, Descartes, Dieu, Harry Potter, Hitler, Jesse Jackson (qui lui vient souvent en aide), Oussama ben Laden, R2-D2, de nombreux démocrates, le président américain George W. Bush et de nombreux autres.

## Anecdotes
Elle était originellement dessinée sous MS-Paint (la majorité des planches l'ont été) et rédigée en langue anglaise, mais par son succès elle a été traduite en allemand, français et suédois.
Les objets les plus précieux d'Elftor sont des bouquins elfes pornos rares ainsi qu'un M16 (fusil d'assaut), il les perd le 25 juin, jour de l'anti-noël .

## Parution
Le premier épisode est paru le 30 juillet 2001.
Aucun épisode n'a été publié entre le 6 octobre 2004 et août 2006, mois pendant lequel les quatre derniers sont parus.
Jusqu'à aujourd'hui 192 planches ont été mises en ligne.
Le site internet n'est plus mis à jour depuis le 28/06/2008.
Dans la dernière news, Alex indique qu'il n'écrira plus jamais d'épisode :
« By the way, I'm never ever going to update Elftor again, so you might as well kill yourselves. »